# Adare
Adare is een plaats in het Ierse graafschap Limerick.

## Geografie
Adare ligt langs de N21 (naar Tralee), aan de oever van de Maigue. Het dorp ligt 16 km ten zuidwesten van Limerick.

## Desmond Castle
Men gaat ervan uit dat de O'Donovans, heersers van de regio tot in de 12e eeuw op deze plek een ringfort bouwden dat later in het bezit kwam van de Kildare-tak van de FitzGerald-dynastie. Desmond Castle, zoals het in de volksmond genoemd wordt (naar de FitzGeralds van Desmond), staat op de noordelijke oever van de rivier Maigue. Sinds 1996 wordt het kasteel uitgebreid gerenoveerd.

## Augustijnenpriorij
De priorij van de augustijnen werd in 1316 gesticht door John FitzThomas FitzGerald, 1e graaf van Kildare. De priorij werd afgeschaft door  Hendrik VIII. In 1807 werd de kerk van de priorij geschonken aan de congregatie van de plaatselijke Church of Ireland als parochiekerk. In 1814 werd het refectorium overdekt en omgebouwd tot schoolgebouw. Tussen 1852 en 1854 volgde een twee restauratie.

## Galerij

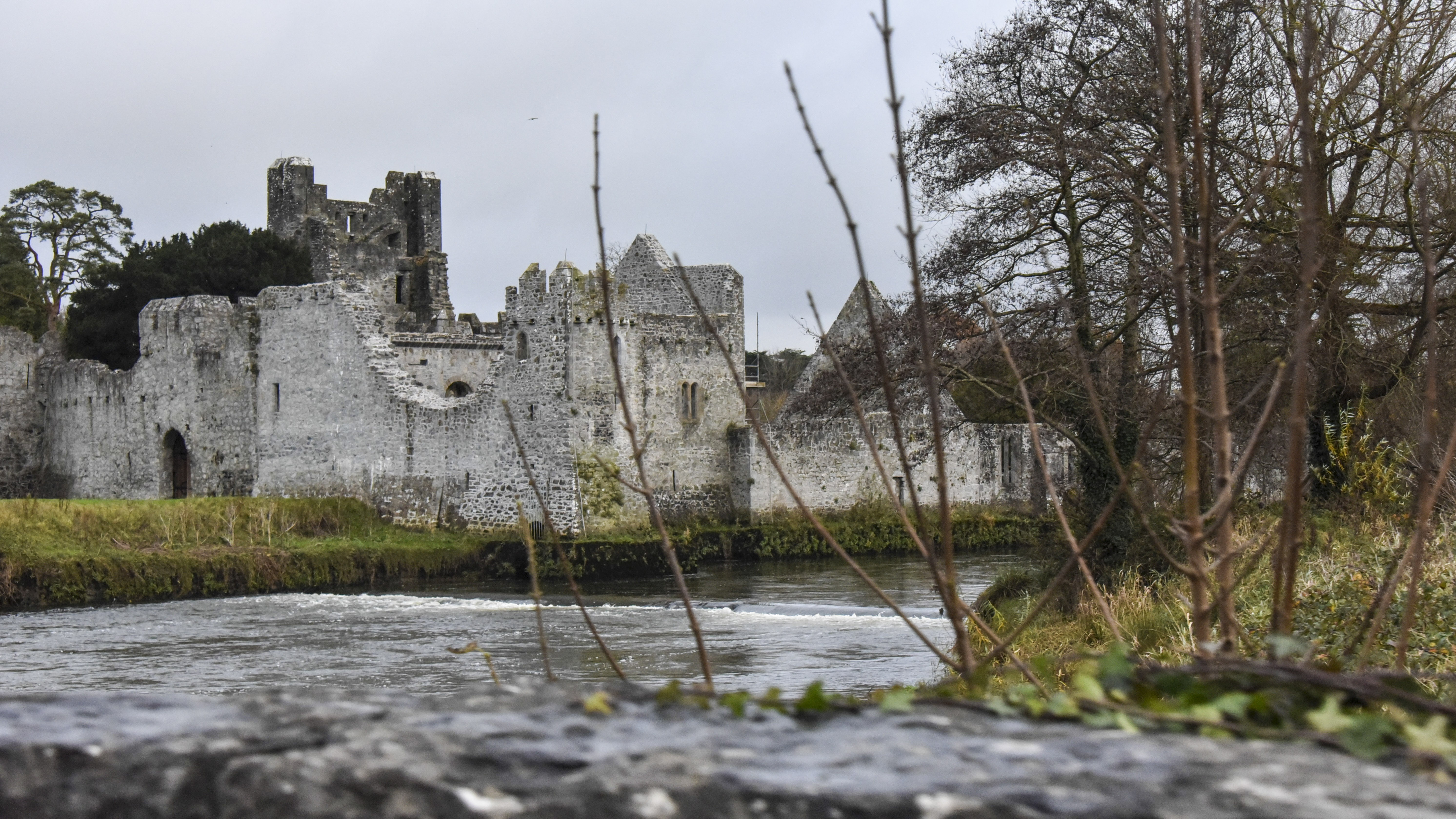
Desmond Castle aan de Maigue
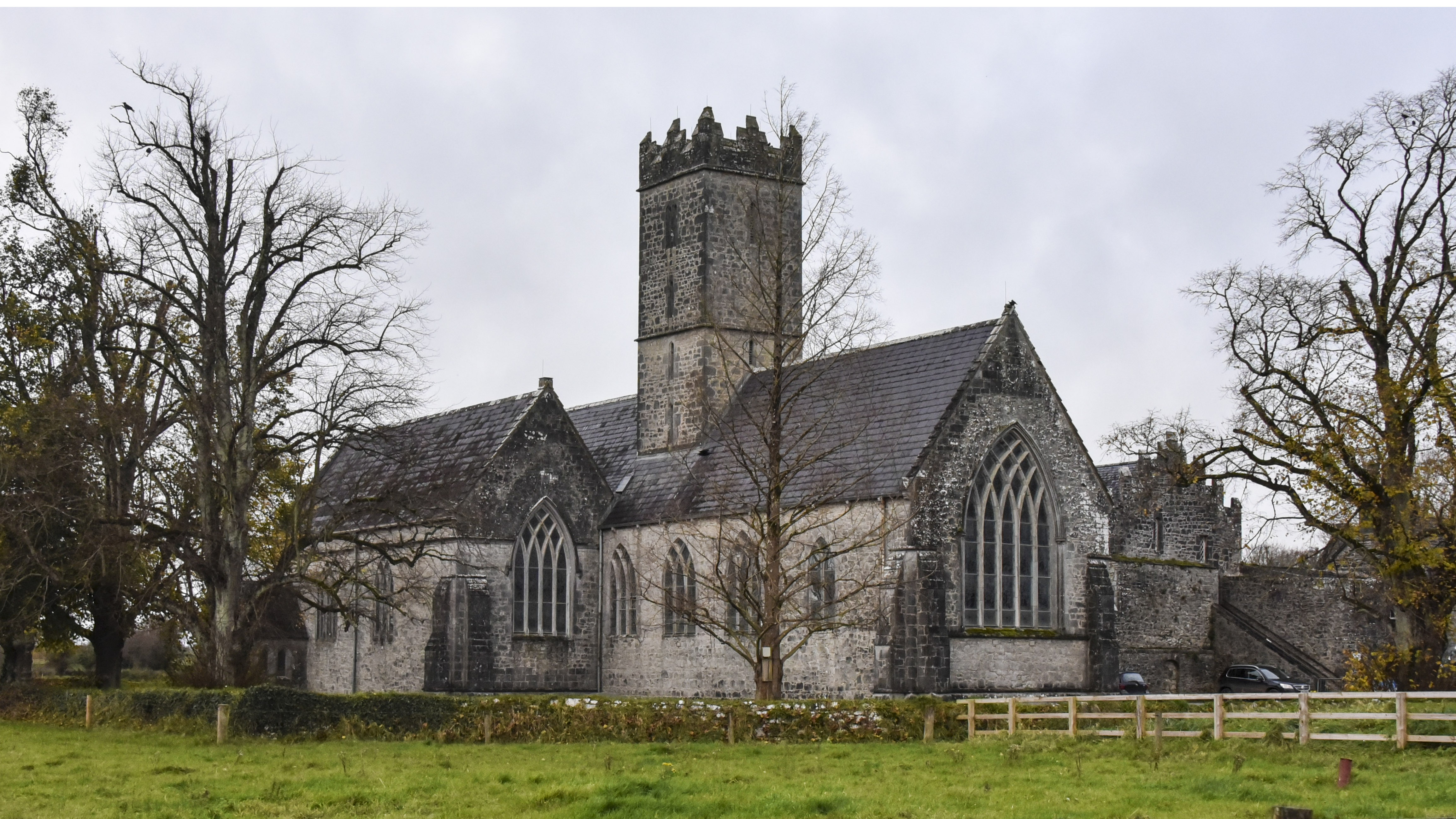
De priorij

## Geboren in Adare
- Aubrey Thomas de Vere (1814), dichter en criticus
- Seán Ó Riada (1931), componist en muzikant